# Ruine Grimmenstein
Die Ruine Grimmenstein ist die Ruine einer Felsenburg aus dem 13. Jahrhundert in der Schweizer Gemeinde Wynigen im Kanton Bern. Sie diente der Kontrolle und dem Schutz des Höhenweges zwischen Willisau und dem Emmental.

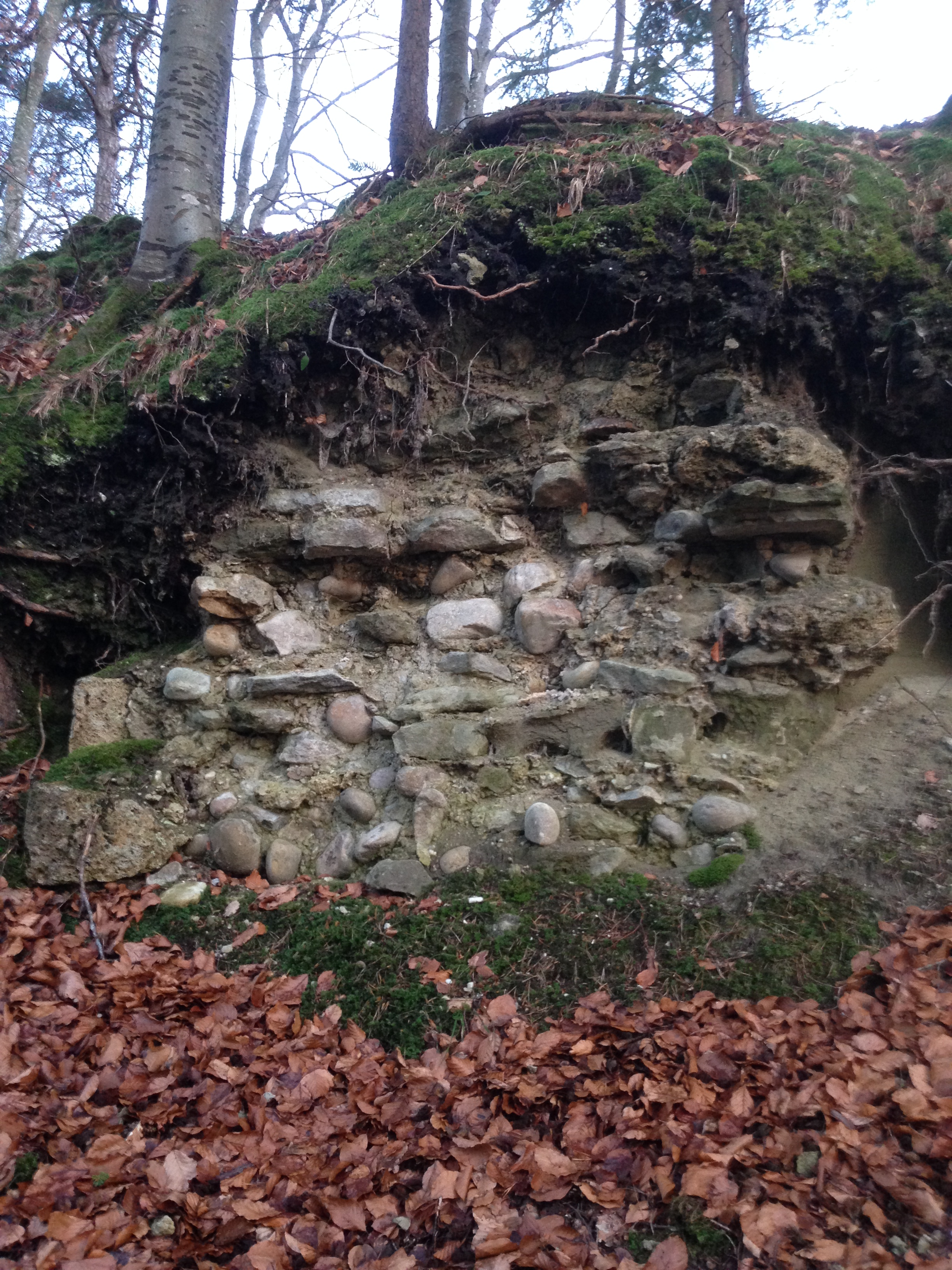
Mauer Grimmenstein

## Lage und Beschreibung
Die Burg liegt östlich von Wynigen auf einem Felsgrat oberhalb des Kappelenbachs. In der Mitte der Anlage befindet sich ein massiver, 30 m hoher Burghügel auf dem sich ein steinerner Wehrturm (6 × 8 m) befunden haben muss. Die Burg wurde durch eine Hauptwall, einem Vorwerk und einem Graben auf der Zugangsseite geschützt. Heute sind noch einige Mauerreste und die Wallanlage gut sichtbar.
In unmittelbarer Nachbarschaft befinden sich die Ruine der Burg Friesenberg.

## Geschichte
Die Burg war der Stammsitz der Herren von Grimmenstein, die zwischen 1271 und 1381 urkundlich belegt sind und im Dienste der Kyburger standen. Grimmenstein diente der Kontrolle und dem Schutz des Höhenweges zwischen Willisau und dem Emmental.
1383 wurde die Burg während des Burgdorferkriegs von den Bernern belagert. Burgherr Petermann von Rohrmoos übergab Grimmenstein an die Berner, erhielt das Berner Burgrecht und erhielt dafür die Burg als Lehen. 1402 mussten die Kyburger aus finanziellen Gründen die Burg an Petermann von Rohrmoos verkaufen. 1406 kam die Landgrafschaft Burgund unter bernische Kontrolle und mit ihr auch die Burg Grimmenstein.
1497 kauften die Berner alle Rechte an der Burg und gliederten sie in das Amt Burgdorf ein. Wynigen kam 1502 unter die Verwaltung des Amtes Burgdorf. Danach verfiel die Burg.